# Padmasambhava
| Tibetische Bezeichnung                                                      |
| --------------------------------------------------------------------------- |
| Tibetische Schrift: པད་མ་འབྱུང་གནས་ (པད་མ་ཀ་ར་)                               |
| Wylie-Transliteration: pad ma 'byung gnas (pad ma ka ra)                    |
| Aussprache in IPA: [pɛʔma tɕuŋnɛʔ]                                          |
| Offizielle Transkription der VRCh: Baima Jungnai                            |
| THDL-Transkription: Pema Jungné                                             |
| Andere Schreibweisen: Pema Jungne, Pema Jungney, Padma Jungne, Pema Chungne |
| Chinesische Bezeichnung                                                     |
| Traditionell: 蓮華生; 蓮華生上師                                            |
| Vereinfacht: 莲华生; 莲华生上师                                             |
| Pinyin:Liánhuáshēng; Liánhuáshēng shàngshī                                  |

Padmasambhava (zu Deutsch: Lotosgeborener; auch: Guru Rinpoche, Guru Padma, Padina Sambhava oder Padmakara; 8. Jh. n. Chr. bis 9. Jh. n. Chr.) gilt als Begründer des Buddhismus in Tibet zur Zeit des Königs Thrisong Detsen (756 bis 796) in Tibet.

## Leben und Wirken
Es bestehen nur wenig historisch gesicherte Tatsachen zum Leben Padmasambhavas, seine Existenz ist in großem Umfang von Legenden umwoben. Er wuchs als Pflegesohn des Königs Indrabhuti im heutigen Pakistan auf. Er soll, wie unter anderem im Sieben-Zeilen-Gebet in den Ngöndro-Übungen der Nyingma-Tradition festgehalten, nicht von einer Frau geboren, sondern auf wunderbare Weise auf einem Lotos in einem See in Oddiyana zur Welt gekommen sein. Das anhand buddhistischer Schriften nachweisbare Land Oddiyana wird heute in der antiken Region Gandhara vermutet. Verschiedene Sūtras des historischen Buddha Shakyamuni wiesen auf sein Kommen hin, beispielsweise das Nirvana-Sutra, das Sutra der makellosen Göttin und das Sutra unfassbarer Geheimnisse. Padmasambhava gilt als eine Inkarnation des Buddhas Amitabha, in der sich die Siddhis aller Buddhas aller Zeiten manifestierten.
Gemäß der Überlieferung wurde er vom König von Oddiyana als Sohn angenommen, später aber aus dem Königreich verbannt, da er den Sohn eines Ministers getötet haben soll. Weiter berichten die Erzählungen über sein Leben, dass er die fünf klassischen Wissenschaften Indiens sowie Astrologie studierte, in Indien von Prabahasti als Mönch ordiniert wurde und in der Folgezeit von vielen indischen Meistern die Lehren der äußeren und inneren Tantras erhielt. Er war Schüler der „Acht Wissenshalter von Indien“ (Hungkara, Manjushrimitra, Nagarjuna, Prabhahasti, Dhanasamskrita, Vimalamitra, Rombuguhya und Shantigarba) und vieler anderer Meister. Die Lehren und Ermächtigungen der „Großen Vollkommenheit“ (Dzogchen) erhielt er von Garab Dorje und Sri Singha. Prinzessin Mandarava von Zahor war die indische tantrische Gefährtin Padmasambhavas, Prinzessin Yeshe Tsogyal von Kharchen war seine bedeutendste tantrische Gefährtin in Tibet. Beide werden auf Thangkas oft zu Seiten Padmasambhavas gezeigt.

## Gründung des Klosters Samye

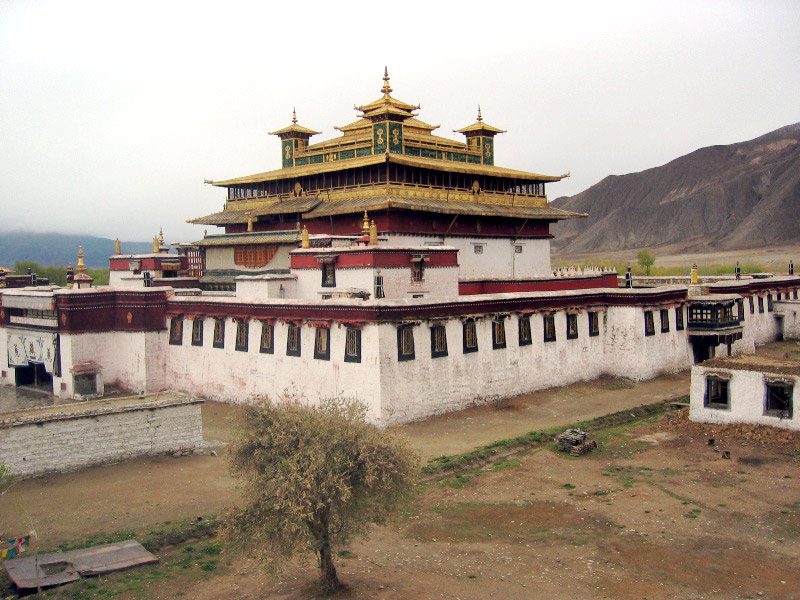
Samye, das älteste buddhistische Kloster Tibets

Die Lebensgeschichten Padmasambhavas enthalten viele Darstellungen zu seinem übernatürlichen Wirken. Er soll die Geister und Dämonen des Schneelandes, die sich dem Buddhismus entgegenstellten, durch tantrische Kräfte unterworfen und viele von ihnen als Dharmaschützer an die Lehren Buddhas gebunden haben. Padmasambhava war aufgrund seiner besonderen Fähigkeiten ausschlaggebend für die Etablierung des ersten buddhistischen Klosters Samye. Mit der Errichtung dieses Klosters (im Jahr 769 oder 775) durch den tibetischen König Thrisong Detsen (759–797) begann die erste Übersetzungswelle buddhistischer Schriften von Indien nach Tibet. Aus dieser ersten Übersetzungszeit ab Ende des achten Jahrhunderts geht die Schule der „Alten Übersetzungen“ (Nyingma) hervor, im Unterschied zur zweiten Übersetzungsperiode ab dem elften Jahrhundert, aus denen sich die „Neuen Schulen“ (Sarma) des tibetischen Buddhismus (Kadam, Kagyü, Sakya und Gelug) entwickelten. Die Nyingma-Überlieferung führt ihre Tradition auf die Einführung des Dharma (buddhistische Lehren) zur Zeit Thrisong Detsens durch Padmasambhava, Vimalamitra (einem gelehrten Siddha), Vairocana und ihren Hunderten von Schülern, den Abt Shantarakshita von Nalanda und den Gelehrten Kamalashila zurück. Mehr als hundert Gelehrte und Übersetzer versammelten sich zu jener Zeit und übersetzten die Lehren von Sutra und Tantra aus dem Sanskrit ins Tibetische. Viele der Lehren, insbesondere die Lehren zu Dzogchen („Große Vollkommenheit“) wurden von Padmasambhava, Vimalamitra und Vairocana nach Tibet gebracht.

## Acht Manifestationen Padmasambhavas

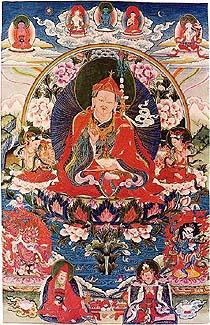
Padmasambhava auf einem Thangka

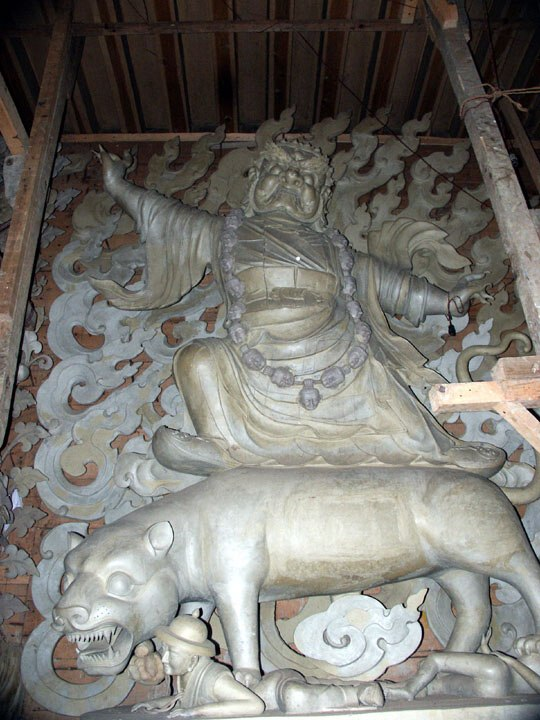
Guru Dorje Drölö, eine zornvolle Manifestation Padmasambhavas

Das Wirken Padmasambhavas wird in seinen Lebensgeschichten in Form symbolischer Buddhaaktivität dargestellt. Für die verschiedenen Aktivitäten nahm Padmasambhava nach der Überlieferung unterschiedliche Manifestationen an. Von diesen sind die sogenannten „Acht Manifestationen Padmasambhavas“ (tib.: gu ru mtshan brgyad) von besonderer Bedeutung:
1. Guru Dorje Drölö (tib.: gu ru rdo rje gro lod)
2. Guru Loden Chogse (tib.: gu ru blo ldan mchog sred)
3. Guru Nyima Öser (tib.: gu ru nyi ma 'od zer)
4. Guru Orgyen Dorje Chang (tib.: gu ru o rgyan rdo rje 'chang)
5. Guru Pema Gyelpo (tib.: gu ru pad ma rgyal po)
6. Guru Pema Chungne (tib.: gu ru pa ma 'byung gnas)
7. Guru Sengge Dradog (tib.: gu ru seng ge sgra sgrog)
8. Guru Shakya Sengge (tib.: gu ru sha kya seng ge)

Sengge Dradrog steht für die Unterwerfung von Nicht-Buddhisten, Dorje Drölö für das Verbergen von Termas und das Binden von Geistern durch Eid und Nyima Öser für die Unterwerfung dämonischer Geister.

## 25 Schüler
Von den Schülern Padmasambhavas sind die sogenannten 25 Schüler von Chimphu wegen ihrer hohen Verwirklichung und der Manifestation von Siddhi berühmt geworden. Dies sind:
1. Trisong Detsen (tib.: ཁྲི་སྲོང་ལྡེའུ་བཏཟན, khri srong lde'u btzan)
2. der Übersetzer Tsemang von Denma (Denma Tsemang; tib.: ldan ma rtse mang)
3. Dorje Düdjom von Nanam (tib.: sna nam pa rdo rje bdud 'joms; Minister Thrisong Detsens, wurde nach Nepal geschickt um Padmasambhava einzuladen)
4. der Übersetzer Drokben Khyechung Lotsawa (auch: Lokyi Chungpa; tib.: lo ki chung pa)
5. Gyelwa Changchub von Lasum (tib.: la gsum rgyal ba byang chub)
6. Gyelwa Chogyang von Nganlam (tib.: ngan lam rgyal ba mchog dbyangs)
7. Gyelwe Lodrö von Dre (tib.: 'bre rgyal ba'i blo gros)
8. der Übersetzer Jnanakumara von Nyak (tib.: gnyag jna na ku ma ra; auch: Jnanakumaravajra, Nyag Lotsawa)
9. der Übersetzer Kawa Peltseg (tib.: ska ba dpal brtsegs)
10. Khandro Yeshe Tshogyel von Kharchen (tib.མཁར་ཆེན་བཟའ་མཚོ་རྒྱལ,mkhar chen bza' mtsho rgyal)
11. Könchog Chungne von Langdrö (tib.: lang gro dkon mchog 'byung gnas; Minister Thrisong Detsens und Übersetzer)
12. Lhapal Shönnu, der Sokpo (tib.: sog po lha dpal gzhon nu)
13. Namkhe Nyingpo von Nub (tib.: gnubs nam mkha'i snying po; einer der ersten buddhistischen Mönche in Tibet, Übersetzer)
14. der Übersetzer Nanam Shang Yeshe De (tib.: zhang sna nam ye shes sde)
15. Pelgyi Dorje von Lhalung (tib.: lha lung dpal gyi rdo rje; der Langdarma tötete)
16. Pelgyi Sengge von Lang (tib.: rlangs dpal gyi seng ge)
17. Pelgyi Wangchug von Kharchen (tib.: mkhar chen dpal gyi dbang phyug; der Vater Yeshe Tshogyels)
18. Pelgyi Wangchug von Odren (tib.: 'o dran dpal gyi dbang phyug)
19. Pelgyi Yeshe von Drogmi (tib.: brog mi dpal gyi ye shes)
20. Rinchen Chog von Ma (tib.: rma rin chen mchog; einer der ersten buddhistischen Mönche in Tibet; Übersetzer)
21. Sanggye Yeshe von Nub (tib.: gnubs sangs rgyas ye shes)
22. Pelgyi Sengge von Shubu (tib.: shud bu dpal gyi seng ge; Minister Thrisong Detsens, Übersetzer)
23. der Übersetzer Vairocana (tib. བཻ་རོ་ཙ་ན,bai ro tsa na)
24. Yeshe Yang von Ba (tib.: sba ye shes dbyangs)
25. der Übersetzer Yudra Nyingpo von Gyelmo (tib.: rgyal mo g.yu sgra snying po)

Weitere bedeutende Schüler Padmasambhavas waren etwa der Übersetzer Chogro Lui Gyeltshen (tib.: cog ro klu'i rgyal mtshan), der Bön-Meister Drenpa Namkha, die Prinzessin Pema Sel (Tochter Trisong Detsens), die Prinzessin von Zahor Mandarava (tib.: man da ra ba me tog).

## Terma-Tradition
Eine Besonderheit der Nyingma-Tradition sind die „verborgenen Schätze“ (Terma). Padmasambhava und seine engsten Schüler und Schülerinnen versteckten hunderte von Texten, Ritualgegenständen und Reliquien an geheimen Orten, um die Lehren des Buddhismus vor der Zerstörung durch den, dem Buddhismus feindlich gesinnten, tibetischen König Lang Darma (Regierungszeit 836–842) zu bewahren. So entstanden in der Nyingma-Tradition zwei Arten der Übertragung: die sogenannte „lange“ Übertragungslinie vom Meister auf den Schüler in einer ununterbrochenen Linie, und die „kurze“ Übertragungslinie der „verborgenen Schätze“. Die aufgedeckten Termas wurden später von Meistern mit besonderen Fähigkeiten, sogenannten „Schatzfindern“ (Tertön), wiederentdeckt und an ihre Schüler überliefert. Diese Meister galten häufig als Inkarnationen der 25 Hauptschüler des Padmasambhava. Somit entstand durch die Jahrhunderte ein vielschichtiges System von Übertragungslinien, die die Lehren der Nyingma-Schulen ständig mit „frischen“ Lehren ergänzte, die jeweils ihrer Zeit angemessen waren und Schüler zum Erwachen (Bodhi) führen sollten. Bedeutende Tertöns waren unter anderem Nyangrel Nyima Öser (1124–1192), Guru Chöwang (1212–1270), Rigdzin Gödem (1307–1408), Dorje Lingpa (1346–1405), Pema Lingpa (1450–1521) und Jamyang Khyentse Wangpo (1820–1892).
Vereinzelt traten aber auch in den drei neuen Schulen Tertöns auf. Unter diesen Sarma-Tertöns waren der 3. Karmapa Rangjung Dorje (1284–1339), der 5. Dalai Lama Ngawang Lobsang Gyatsho (1617–1682) und der, ursprünglich aus der Sakya-Linie stammende, Meister Jamyang Khyentse Wangpo (1820–1892).
Im buddhistischen Kontext sind verborgene Schätze aber nicht etwas völlig Neuartiges. So wurden schon in Indien Termas gefunden. So soll etwa Nagarjuna das letzte Kapitel des „Prajnaparamita-Sutras in einhunderttausend Versen“ als Terma im mythologischen Reich der Nagas entdeckt haben.

## Die „Sechs großen Sitze der Nyingma“

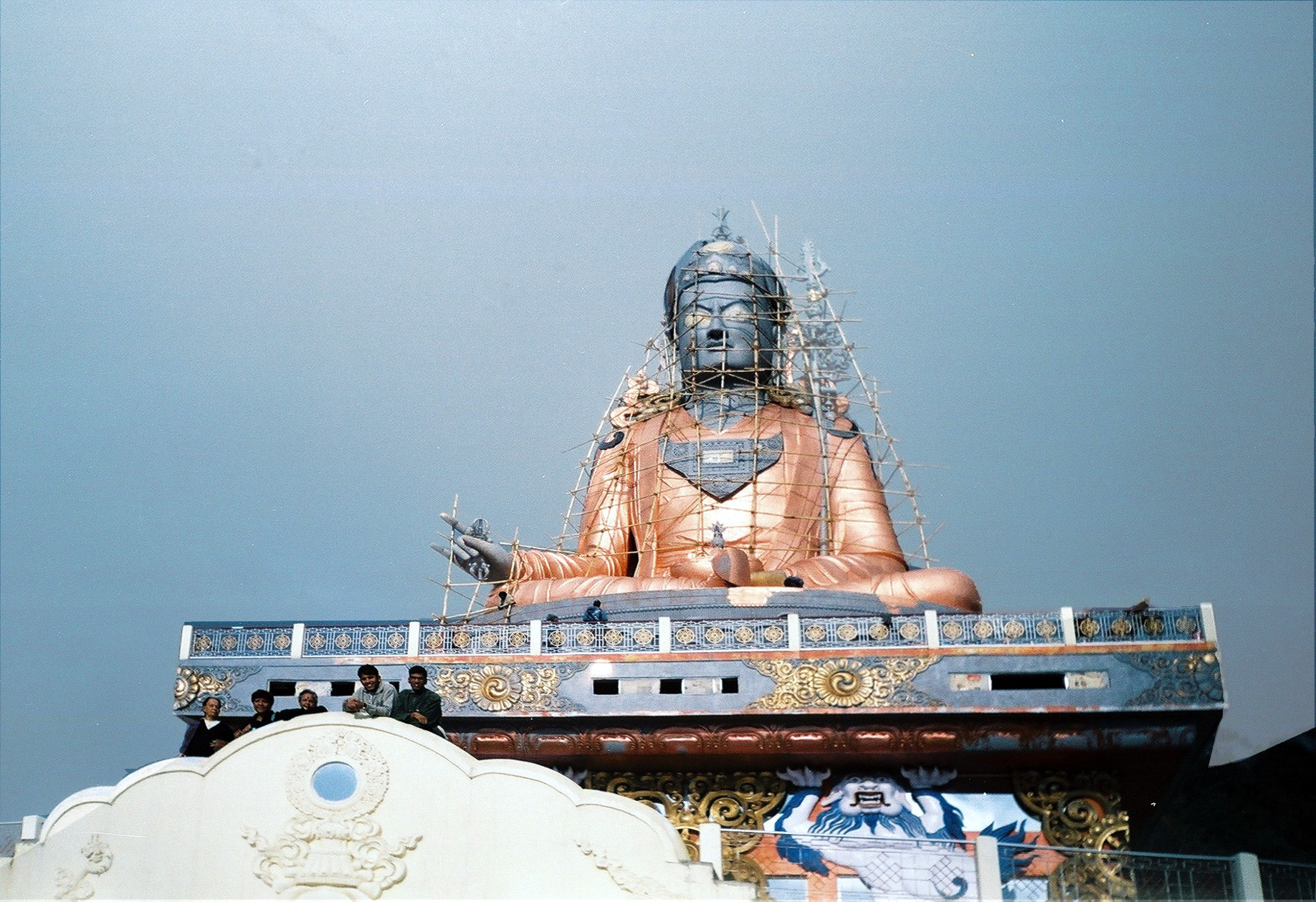
Die rund 35 Meter hohe Statue des Schutzpatrones Sikkims, Padmasambhava, in Namchi (Süd-Sikkim)

Die Lebensgeschichten Padmasambhavas stimmen weitestgehend darin überein, dass er sich für 55 Jahre in Tibet aufhielt und in dieser Zeit viele Schüler zum Erwachen führte. Nach der Überlieferung der Nyingma wirkt Padmasambhava noch immer in dieser Welt, um die fühlenden Wesen zur Befreiung zu führen und sein Segen ist für alle zugänglich, die sich ihm zuwenden. Die Hauptklöster der Nyingma-Schule in Tibet sind Mindrölling, Dorje Drag, Pelyül, Dzogchen, Shechen und Kathog. Von diesen „großen Sitzen“ der Nyingma leitet eine große Zahl von Nyingma-Klöstern ihre Entstehung ab.